# Терновский, Георгий Владимирович
Георгий Владимирович Терновский (23 апреля [6 мая] 1915, Нижний Ломов, Пензенская губерния — 12 июля 1970, Москва) — советский военный моряк, участник Великой Отечественной и Советско-японской войн, Герой Советского Союза (14.09.1945). Капитан 1-го ранга.

## Биография
Родился 10 (23) апреля 1915 года в городе Нижний Ломов (ныне Пензенской области) в семье служащего. Русский. Окончил 7 классов и школу ФЗУ Пензенского велосипедного завода. Работал слесарем.
В Военно-Морском Флоте с 1934 года. В 1938 году окончил Севастопольское военно-морское училище. Член ВКП(б)/КПСС с 1939 года.
В боях Великой Отечественной войны с июня 1941 года, был одним из руководителей охраны водного района Одесской военно-морской базы Черноморского флота. Участник обороны Одессы. По его инициативе на малых быстроходных кораблях стало применяться ракетное оружие. В 1942 году участвовал в обороне Кавказа в должностях помощника начальника штаба артиллерии, а затем флагманского артиллериста Охраны водного района Новороссийской военно-морской базы. С февраля 1943 года — флагманский артиллерист 1-й бригады траления Черноморского флота. Был ранен в 1941 и в 1943 годах, а в 1942 году контужен.
Отличился в ходе высадки морского десанта у Южной Озерейки в ночь с 3 на 4 февраля 1943 года, когда с оборудованных под его руководством пусковыми установками катера-тральщика был произведён массированный обстрел реактивными снарядами (выпущено 288 снаряда калибра 82-мм) зоны высадки десанта; в ходе боя сам находился на этом катере и руководил стрельбой.
Участник Советско-японской войны 1945 года.
Флагманский артиллерист бригады сторожевых кораблей (Тихоокеанский флот) капитан 3-го ранга Георгий Терновский руководил морским десантированием и захватом укреплённых узлов сопротивления японских войск в Северной Корее.
Указом Президиума Верховного Совета СССР от 14 сентября 1945 года за образцовое выполнение боевых заданий командования на фронте борьбы с японскими милитаристами и проявленные при этом мужество и героизм капитану 3-го ранга Терновскому Георгию Владимировичу присвоено звание Героя Советского Союза с вручением ордена Ленина и медали «Золотая Звезда» (№ 8772).
После войны Г. В. Терновский продолжал службу в ВМФ СССР. В 1952 году он окончил Военно-морскую академию. С 1954 года капитан 1-го ранга Г. В. Терновский — в запасе.
Как авторитетный специалист-историк Г. В. Терновский участвовал в восстановлении панорамы Франца Рубо «Оборона Севастополя», он был одним из консультантов при создании диорамы «Штурм Сапун-горы» и диорамы, посвящённой освобождению Новороссийска. Сам Г. В. Терновский является автором ряда исторических работ. 
Заслуженный ветеран, капитан 1-го ранга в отставке Г. В. Терновский жил в Москве. Скончался 12 июля 1970 года. Похоронен на Преображенском кладбище в Москве (участок 13).

## Награды
Награждён орденом Ленина (14.09.1945), тремя орденами Красного Знамени (17.03.1945, 16.08.1945, 5.11.1954), двумя орденами Красной Звезды (9.11.1942, 15.11.1950), медалью «За отвагу» (1941), медалью «За боевые заслуги» (3.11.1944), медалью «За оборону Одессы» (1944), другими медалями.
Герой Советского Союза Г. В. Терновский одним из первых был удостоен звания «Почётный гражданин города Пензы» после восстановления этой доброй традиции в середине 1960-х годов, — на основании решения исполкома Пензенского городского Совета депутатов трудящихся от 8 января 1965 года № 696.

## Увековечение памяти
- В Пензе его имя присвоено улице и ГПТУ № 1 (ныне — технический лицей).
- В городе Нижний Ломов Пензенской области, на Аллее славы герою установлена памятная доска.

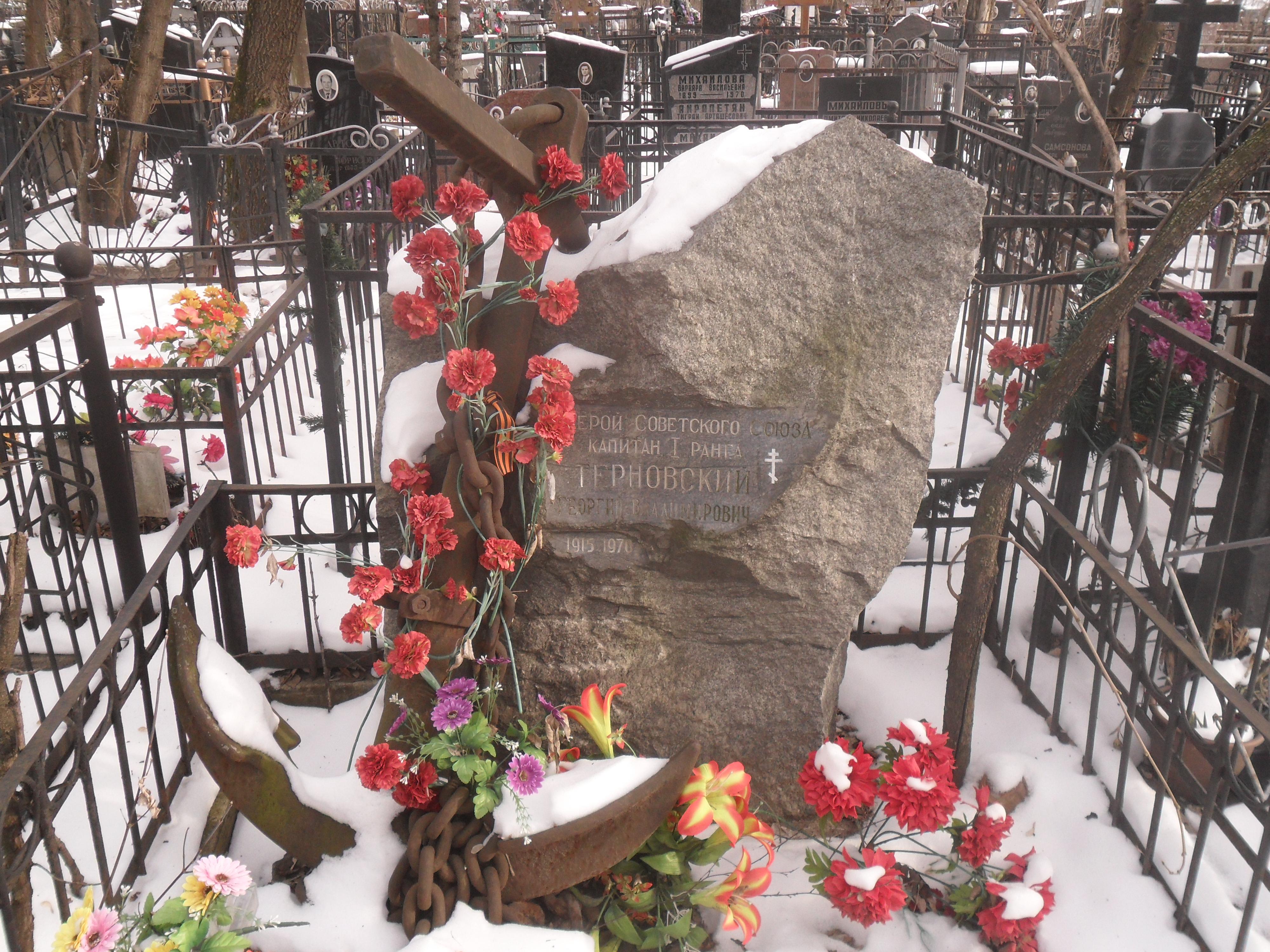
Могила Терновского на Преображенском кладбище Москвы.

## Сочинения
- Терновский Г. В. Военные моряки в битвах за Москву. 1812, 1941. — М.: Наука, 1968.
- Терновский Г. В. Освобождение портов Северной Кореи. / Во имя дружбы с народом Кореи. Воспоминания и статьи. — М., 1965.
- Терновский Г. В. Памятник народного подвига: Панорама «Оборона Севастополя 1854—1855 гг.». — Севастополь: Крымиздат, 1956.
- Терновский Г. В. Диорама «Штурм Сапун-горы 7 мая 1944 года». — Симферополь: Крымиздат, 1960.
- Терновский Г. В. Моряки гвардейского экипажа в Отечественной войне 1812 года. // Военно-исторический журнал. — 1962. — № 9. — С.119-121.